# Krišovská Liesková
Krišovská Liesková (ungarisch Mokcsamogyorós) ist eine Gemeinde im Osten der Slowakei mit 942 Einwohnern (Stand 31. Dezember 2024), die zum Okres Michalovce, einem Teil des Košický kraj, gehört und in der traditionellen Landschaft Zemplín liegt.

## Geographie
Die Gemeinde befindet sich im Ostteil des Ostslowakischen Tieflands, nahe der Grenze zur Ukraine, am alten Flussdeich der Uh, kurz vor der Mündung in den Laborec. Das Ortszentrum liegt auf einer Höhe von 101 m n.m. und ist sechs Kilometer von Veľké Kapušany sowie 30 Kilometer von Michalovce entfernt.
Nachbargemeinden sind Pavlovce nad Uhom im Norden, Čierne Pole im Osten, Veľké Kapušany im Südosten, Čičarovce im Süden, Vojany im Südwesten, Drahňov im Westen und Stretavka im Nordwesten.

## Geschichte
Die heutige Gemeinde entstand 1960 durch Zusammenschluss der Orte: Krížany (bis 1948 slowakisch „Mokča-Krisov“ – bis 1927 „Mokča-Kryšov“; ungarisch Mokcsakerész) und Liesková (bis 1948 slowakisch „Mogyorós“ – bis 1927 „Moďoroš“; ungarisch Ungmogyorós – bis 1907 Mogyorós). Krížany entstand 1914 durch Zusammenschluss der Orte Krišov (ungarisch Kerész) und Mokča (ungarisch Mokcsa).
Krišov wurde zum ersten Mal 1321 als Kerez schriftlich erwähnt. Die ersten Gutsbesitzer stammten aus der Familie Kerészi, im 17. Jahrhundert Bercsényi, später war das Dorf Teil des Herrschaftsguts von Ungwar. 1427 wurden in einem Steuerverzeichnis 18 Porta verzeichnet, 1715 war Krišov ein verlassenes Dorf mit einer Untertanen-Familie, 1828 zählte man 31 Häuser und 232 Einwohner, die als Landwirte beschäftigt waren.
Liesková wurde zum ersten Mal 1375 als Monyoros schriftlich erwähnt und wechselte häufig seine Besitzer. Vom 16. bis zum 19. Jahrhundert besaß die Familie Horváth Ortsgüter. 1427 wurden in einem Steuerverzeichnis sechs Porta verzeichnet, 1600 gab es im Ort 12 Ansiedlungen, 1828 zählte man 65 Häuser und 508 Einwohner.
Mokča wurde zum ersten Mal 1330 in einer Urkunde des Bistums Erlau als Sitz der Familie Mokcsay, die Ortsgüter bis ins 20. Jahrhundert besaß, erwähnt. 1427 wies der Ort 17 Porta auf, 1715 hatte er neun Haushalte, 1828 zählte man 34 Häuser und 249 Einwohner.
Bis 1918/1919 gehörten die im Komitat Ung liegenden Orte zum Königreich Ungarn und kamen danach zur Tschechoslowakei beziehungsweise heute Slowakei. Auf Grund des Ersten Wiener Schiedsspruchs waren sie 1938–1944 noch einmal Teil Ungarns.

## Bevölkerung
| Jahr                | 1994 | 2004    | 2014    | 2024    |
| ------------------- | ---- | ------- | ------- | ------- |
| Anzahl der Personen | 818  | 877     | 930     | 942     |
| Unterschied         |      | +7,21 % | +6,04 % | +1,29 % |

| Jahr                | 2023 | 2024    |
| ------------------- | ---- | ------- |
| Anzahl der Personen | 936  | 942     |
| Unterschied         |      | +0,64 % |

Nach der Volkszählung 2011 wohnten in Krišovská Liesková 903 Einwohner, davon 733 Magyaren, 103 Slowaken, 16 Roma und vier Ukrainer. 47 Einwohner machten keine Angabe zur Ethnie.
508 Einwohner bekannten sich zur reformierten Kirche, 235 Einwohner zur römisch-katholischen Kirche, 75 Einwohner zur griechisch-katholischen Kirche sowie jeweils ein Einwohner zu den Zeugen Jehovas, zur Evangelischen Kirche A. B. und zur orthodoxen Kirche; ein Einwohner bekannte sich zu einer anderen Konfession. 27 Einwohner waren konfessionslos und bei 53 Einwohnern wurde die Konfession nicht ermittelt.

## Bauwerke
- reformierte Kirche in Krížany aus dem Jahr 1894
- reformierte Kirche in Liesková aus dem Jahr 1907